# Tălpaș

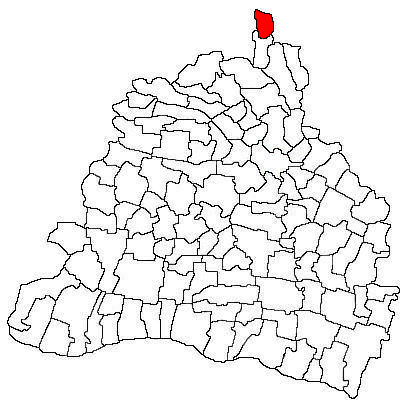
Localização de Tălpaş no distrito de Dolj, Romênia

Tălpaş é uma comuna romena localizada no distrito de Dolj, na região de Oltênia. A comuna possui uma área de 37.69 km² e sua população era de 1480 habitantes segundo o censo de 2007.